# Thanatta Chawong
Thanatta Chawong (thailändisch ธนัสถา ชาวงษ์), (* 19. Juni 1989) ist eine thailändische Fußballspielerin.

## Karriere

### Verein
Thanatta gehörte in der Spielzeit 2015 dem Östersunds DFF in der vierten schwedischen Liga (Division 2) an. Ihr Debüt gab sie zum Spielzeitbeginn am 12. April bei der 1:2-Niederlage im Auswärtsspiel gegen die Frauenfußballmannschaft des IF Limhamn Bunkeflo, ihr einziges Tor gelang ihr am 26. April (3. Spieltag) beim 3:3-Unentschieden im Auswärtsspiel gegen die Frauenfußballmannschaft des Kalmar FF mit dem Treffer zur 1:0-Führung in der zwölften Minute.

### Nationalmannschaft
Thanatta gehörte zum WM-Kader 2015. Im zweiten Spiel der Gruppe B, beim 3:2-Sieg über die Ivorische Nationalmannschaft am 11. Juni 2015 in Ottawa, sorgte sie mit ihrem Treffer zum 3:1 in der 75. Minute für die Vorentscheidung zum ersten WM-Sieg des WM-Neulings. Mit dem Tor nach nur zwei Minuten ihrer Einwechslung sorgte sie für das (bislang) schnellste Tor einer Einwechselspielerin bei einer Weltmeisterschaft.